# Linyola
Linyola est une commune de la province de Lérida, en Catalogne, en Espagne, de la comarque de Pla d'Urgell

## Personnalités
- Manuel Bergés i Arderiu (1910-1942), républicain espagnol, résistant de la Seconde Guerre mondiale, assassiné à Paris par la police vichyste.
- Josep Maria Fusté (1941-2023), footballeur au FC Barcelone.
- Bojan Krkic (1990-), footballeur au FC Barcelone.